# Großharrie
Großharrie település Németországban, Schleswig-Holstein tartományban. Lakosainak száma 486 fő (2023. december 31.).

## Népesség
A település népességének változása:
| Lakosok száma | 469  | 498  | 494  | 476  | 490  | 486  |
|               | 1975 | 2017 | 2019 | 2021 | 2022 | 2023 |